# Königreich Bulgarien
Das Königreich Bulgarien, amtlich Zarentum Bulgarien (bulgarisch Царство България Zarstwo Bălgarija), bestand vom 5. Oktober 1908 bis zum 15. September 1946 auf dem Gebiet der heutigen Republik Bulgarien.
Nach der Befreiung 1878 wurde Bulgarien als „autonomes tributpflichtiges Fürstentum“ in den Berliner Vertrag aufgenommen. Obwohl die Verfassunggebende Versammlung die Vasallenabhängigkeit vom Osmanischen Reich nicht in die Verfassung von Tarnowo aufgenommen hatte, war sie nach den Gesetzen des Völkerrechts eine Tatsache. Gleichzeitig gelang es mehreren bulgarischen Regierungen mit diplomatischen und politischen Mitteln, die Bestimmungen des Berliner Vertrages über die Abhängigkeit von der Hohen Pforte zu umgehen.
Zu Beginn des 20. Jahrhunderts nahmen die Spannungen in der bulgarischen Nationalfrage zu. Ein Krieg zwischen Bulgarien und dem Osmanischen Reich schien immer wahrscheinlicher. Da das Völkerrecht einen Krieg zwischen einem Vasallen und einem Suzerän nicht zuließ, suchte Bulgarien nach einem Vorwand, um die De-jure-Abhängigkeit abzulehnen. Ein passender Anlass ergab sich im Herbst 1908, und schließlich erklärte Bulgarien am 22. Septemberjul. / 5. Oktober 1908greg. seine Unabhängigkeit – Ferdinand I. las in der alten Hauptstadt Tarnowo ein feierliches Manifest vor. Mit der anschließenden Änderung der Verfassung von Tarnowo wurde der Titel Ferdinands von Knjaz („Fürst“) in Zar und dementsprechend der offizielle Name des Staates – von Fürstentum Bulgarien in Zarentum Bulgarien geändert.
Das Ende des Zarentums Bulgarien kam nach der Besetzung des Landes durch sowjetische Truppen und der Machtübernahme der Vaterländischen Front am 9. September 1944 im Zuge des Zweiten Weltkrieges. Am 8. September 1946 fand ein Referendum (unter den Bedingungen der ausländischen Besatzung) statt, um die Regierungsform zu ändern. Nach offiziellen Ergebnissen haben sich 92,72 Prozent der Wähler für eine Volksrepublik entschieden, obwohl die damals geltende Verfassung von Tarnowo keine Änderung der Regierungsform vorsah. Bis heute besteht der Verdacht, dass dieses Referendum gefälscht wurde. In Übereinstimmung mit diesen Ergebnissen wurde am 15. September 1946 die Volksrepublik Bulgarien ausgerufen.

## Geschichte

### Fürstentum Bulgariens und Vereinigung mit Ostrumelien

Fürst Alexander I. (1879–1886)

Nach mehr als 500 Jahren unter osmanisch-türkischer Herrschaft wurde der Bulgarische Staat nach dem Russisch-Türkischen Krieg von 1877 bis 1878 wieder begründet. Der Vertrag von San Stefano mit dem Osmanischen Reich sah die Schaffung eines bulgarischen Staates vor, der mit Ostrumelien und Makedonien bis an die Ägäis ausgedehnt werden sollte. Da sich Großbritannien und Frankreich in diesem enormen russischen Machtzuwachs in ihren Interessen beeinträchtigt sahen, wollten sie diesen Diktatfrieden aber nicht akzeptieren. Ein drohender europäischer Krieg wurde durch die Einberufung des Berliner Kongresses (1878) gebannt, der den Frieden von San Stefano aber komplett zu Ungunsten Bulgariens revidierte.
Der bulgarische Staat wurde zu einem Fürstentum Bulgarien degradiert, das in der Donauebene vom Balkangebirge und der Donau begrenzt war und ansonsten nur noch das Umfeld von Sofia umfasste. Die Osmanen gewährten daraufhin lediglich die Autonomie und erkannten erst 1908 nach einer erneuten Ausrufung die Unabhängigkeit Bulgariens an. Alexander I. aus dem Hause Battenberg wurde am 29. April 1879 zum ersten Fürsten Bulgariens ausgerufen.
Am 6. September 1885 kam es infolge der Vereinigung mit Ostrumelien zum Serbisch-Bulgarischen Krieg mit dem Königreich Serbien, welches eine weitere Vereinigung Bulgariens mit Makedonien fürchtete und verhindern wollte. In den noch folgenden Kriegen kämpfte Serbien aus diesem Grund gegen Bulgarien.

### Unabhängigkeit und Balkankriege

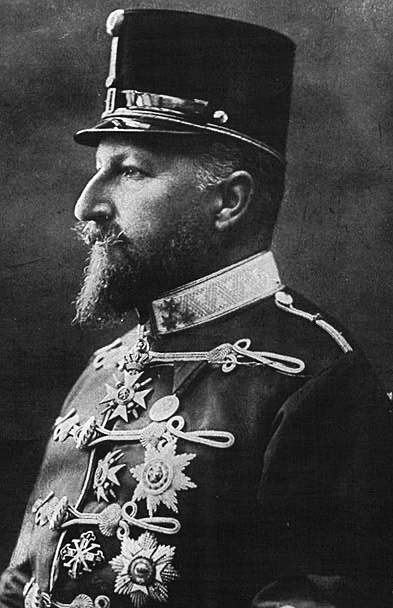
Zar Ferdinand I. (1908–1918)

Ferdinand I. krönte sich am 22. Septemberjul. / 5. Oktober 1908greg. zum ersten Zaren des modernen Bulgariens und verlas das feierliche Manifest in der alten Hauptstadt Weliko Tarnowo. Bulgarien verkündete seine Unabhängigkeit unter Ausnutzung von Machtkämpfen zwischen den Großmächten, das Russische Reich unterstützte Bulgarien dabei.
Unter dem nationalistischen Premierminister Iwan Geschow formte das Zarentum zusammen mit dem Königreich Griechenland und Serbien eine Allianz. Die drei Länder einigten sich darauf, ihre Rivalitäten zu begraben, und planten einen gemeinsamen Angriff auf das Osmanische Reich.
1912 schloss Bulgarien den Balkanbund mit Serbien, Griechenland und dem Königreich Montenegro, um die verbliebenen europäischen Provinzen des Osmanischen Reiches zu erobern. Der Geheimvertrag mit Serbien wurde im Februar 1912 geschlossen und mit Griechenland im Mai 1912. Montenegro schloss sich dem Pakt an. Der Vertrag legte die Aufteilung Makedoniens und Thrakiens unter den Verbündeten fest, obwohl der Verlauf der Teilungslinien gefährlich vage blieb. Nachdem das Osmanische Reich es abgelehnt hatte, Reformen in den umstrittenen Gebieten einzuführen, begann im Oktober 1912 der Erste Balkankrieg.
Bulgarien und seine Verbündeten waren im Ersten Balkankrieg ziemlich erfolgreich. Die bulgarische Armee brachte dem Osmanischen Reich mehrere Niederlagen bei und näherte sich Konstantinopel bedrohlich, während die Serben und Griechen die Kontrolle über Makedonien erlangten. Die Osmanen suchten im Dezember einen Friedensschluss. Nachdem die Friedensverhandlungen gescheitert waren, flammten die Kämpfe im Februar 1913 wieder auf. Eine bulgarisch-serbische Armee konnte Adrianopel einnehmen. Im März 1913 folgte ein zweiter Waffenstillstand und die Osmanen verloren alle ihre Gebiete auf dem europäischen Kontinent westlich der Linie Midia-Enos, nicht weit von Istanbul.

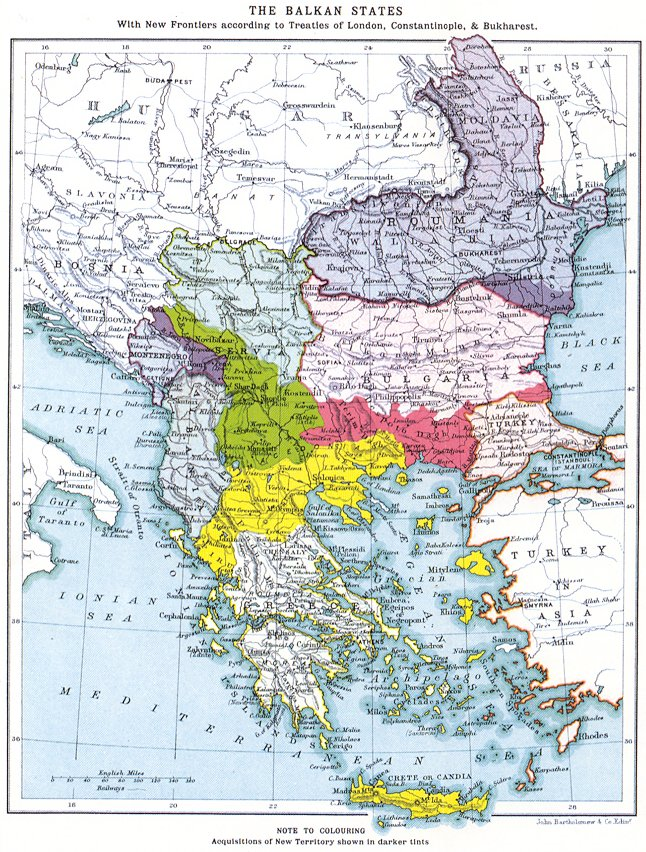
Grenzveränderungen infolge der Balkankriege – Rot: Gewinne Bulgariens

Bulgarien gelangte in den Besitz der größten Teile Thrakiens, einschließlich Adrianopel und des Ägäishafens Dedeagatsch. Bulgarien bekam auch einen Teil Makedoniens nördlich und östlich von Thessaloniki, während Thessaloniki selbst an Griechenland fiel. An seiner Westgrenze erhielt Bulgarien jedoch nur einige kleine Gebiete zugeschlagen.
Bulgarien hatte im Ersten Balkankrieg die meisten Opfer gebracht. Deshalb beanspruchte es den größten Teil der von den Osmanen eroberten Gebiete. Die Serben sahen das anders und lehnten die Übergabe von Gebieten, die sie in Nordmakedonien erobert hatten, ab. Dabei handelte es sich ungefähr um die Gebiete, welche heute die Republik Nordmazedonien umfassen.
Nach Meinung der Serben hatte die bulgarische Armee in Adrianopel nicht die gesetzten Ziele erreicht, da sie die Stadt nicht ohne serbische Hilfe einnehmen konnte, weshalb die Vorkriegsvereinbarung zur Aufteilung Makedoniens revidiert werden musste. Einige Kreise in Bulgarien waren geneigt, deswegen gegen Serbien und Griechenland in den Krieg zu ziehen. Im Juni 1913 bildeten Serbien und Griechenland ein neues Bündnis gegen Bulgarien.
Der serbische Premierminister Nikola Pašić vereinbarte, dass Griechenland Thrakien erhalten könne, wenn es im Gegenzug Serbien helfe, Bulgarien aus dem serbischen Teil Makedoniens auszusperren. Der griechische Premierminister Eleftherios Venizelos war damit einverstanden. Der bulgarische Zar Ferdinand erklärte Serbien und Griechenland den Krieg, weil er darin eine Verletzung der Vorkriegsvereinbarung sah. Er wurde in seiner Entscheidung diskret vom Deutschen Kaiserreich und Österreich-Ungarn unterstützt. Am 29. Juni 1913 griffen die Bulgaren Griechenland und Serbien ohne Kriegserklärung an und begannen damit den Zweiten Balkankrieg.
Nach anfänglichen Niederlagen der Serben und Griechen erlangten sie später die Oberhand. Die Entscheidungsschlacht fand bei Kalimantsi vom 15. bis zum 19. Juli 1913 statt.
Am 10. Juli 1913 erklärte das Königreich Rumänien Bulgarien den Krieg und am 11. Juli folgte das Osmanische Reich. Damit wurde Bulgarien von allen Seiten angegriffen: vom Norden die Rumänen und vom Südosten die Osmanen. Der Krieg war somit für Bulgarien definitiv verloren, das seine Forderungen auf Makedonien an die Griechen und Serben abtreten musste, während die sich zurückziehenden Osmanen wieder Adrianopel einnahmen. Rumänien erhielt die Süddobrudscha.

### Bulgarien während des Ersten Weltkrieges

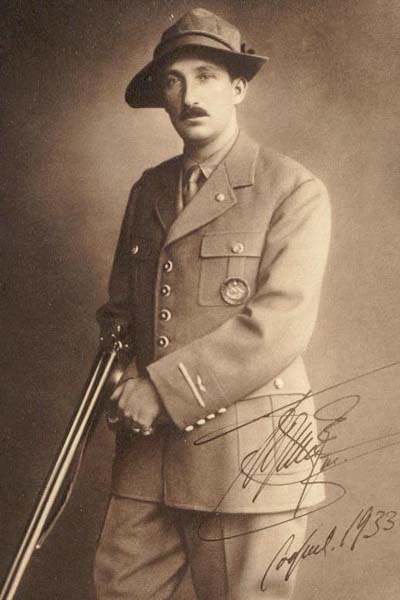
Zar Boris III. (1918–1943)

Am 14. Oktober 1915 trat Bulgarien gegen Gebietszusagen auf der Seite der Mittelmächte in den Ersten Weltkrieg ein und beteiligte sich am Serbienfeldzug von 1915. Bulgarien beteiligte sich hauptsächlich an der Salonikifront gegen die unter französischer Führung kämpfende Alliierte Orientarmee und kämpfte von August 1916 bis Dezember 1917 auch auf dem rumänischen Kriegsschauplatz gegen das Königreich Rumänien. 1916 gelang es der deutsch-bulgarischen Donau-Armee Bukarest zu erobern. Der Krieg belastete Bulgariens Wirtschaft schwer. 

Der deutsche General Erich Ludendorff beschrieb in seinen Kriegserinnerungen den Zaren und den Kronprinz so:
„Der Zar […] war ein ungemein kluger Mann, aber mehr ein Freund geschickten Verhandelns als ein Mann der Tat […] Besonders bedauerte ich, daß er kein Soldat war und auf seine Armee nicht den Einfluß ausübte, den seine hohe Stellung von ihm verlangte. Der Kronprinz Boris, von seinem Vater vorbildlich erzogen, war eine ausgesprochen soldatische und weit über sein jugendliches Alter hinaus reife Persönlichkeit. […] Die Kommandobehörden in Bulgarien und auch ich haben gern mit ihm verhandelt. Einen besseren Herrscher kann dieses Volk nie finden.“
Das Deutsche Kaiserreich zog die deutschen Truppen an der Salonikifront für die deutsche Frühjahrsoffensive 1918 an der Westfront fast vollständig ab. 
In Bulgarien brach deshalb Skepsis aus, am Ende auf Seiten der Gewinner des Kriegs stehen zu können. Der deutschfreundliche Ministerpräsident Wassil Radoslawow trat am 20. Juni 1918 zurück und machte Platz für Aleksandar Malinow, der versuchte, einen möglichst glimpflichen Frieden für Bulgarien zu erreichen. Mit dem Waffenstillstand von Thessaloniki vom 29. September 1918 endete der Erste Weltkrieg für Bulgarien. 
Bulgarien musste im Vertrag von Neuilly-sur-Seine Westthrakien an Griechenland, die Süddobrudscha an das Königreich Rumänien und die Zaribrod und die Bulgarischen Westgebiete an Serbien abtreten.

### Zwischenkriegszeit
Im Frieden von Neuilly 1919 musste Bulgarien seinen Zugang zum Ägäischen Meer, den Landbereich Thrakien, zwischen den Flüssen Mesta und Mariza mit dem Hafen Dedeagac (heute: Alexandroupolis) an die Alliierten, die es an der Konferenz von Sanremo im April 1920 an Griechenland gaben, abgeben. Rumänien erhielt nun den südlichen Teil der Dobrudscha, die Gebiete um Zaribrod und Strumica gingen an das neu gegründete „Königreich der Serben, Kroaten und Slowenen“. Der ehemalige Ministerpräsident Wassil Radoslawow wanderte unmittelbar nach dem Ersten Weltkrieg nach Deutschland aus.
Handel, Industrie und Landwirtschaft waren schwer beeinträchtigt. Die Landwirtschaft verfügte nicht einmal mehr über Saatgut. In der Industrie herrschte Mangel an Rohstoffen und Energie. Dem Handel fehlten die Transportmittel, die im Krieg eingesetzt und vernichtet worden waren. Die Preise stiegen enorm. Der unglückliche Ausgang des Krieges veranlasste den Zaren, am 3. Oktober 1918 zugunsten seines Sohnes Boris III. zurückzutreten. Dieser spielte in dem von Unruhen zerrissenen Land zunächst eine politisch untergeordnete Rolle, bis er 1935, ein Jahr nach dem Staatsstreich der Gruppe Sweno, die Macht als absolutistischer Monarch ergriff.

### Das Zarentum im Zweiten Weltkrieg

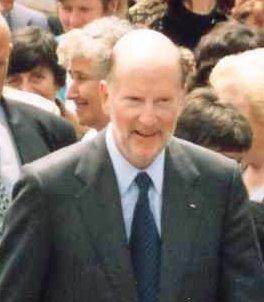
Zar Simeon II. (1943–1946)

Im Zweiten Weltkrieg erhielt Bulgarien nach einem Bündnis mit den Achsenmächten auf deutschen und italienischen Druck die Süddobrudscha von Rumänien zurück. Das Königshaus und die Bevölkerung widersetzten sich erfolgreich der Deportation jener Juden (Holocaust), die in den Grenzen von 1941 lebten. In den besetzten Gebieten wurden jedoch den Deutschen 11.343 Juden ausgeliefert. Im August 1943 lud Hitler Zar Boris III. zu einem Treffen nach Berlin. Während Zar Boris einer Kriegserklärung gegen die vermeintlich weit entfernten Mächte Vereinigtes Königreich und USA zustimmte, lehnte er eine Beteiligung Bulgariens am Krieg gegen die Sowjetunion ab. Die Stadt Sofia wurde in der Folge 1943 und 1944 von der Royal Air Force und der United States Air Force massiv bombardiert. Bald nach seiner Rückkehr nach Sofia verstarb Boris III. am 28. August 1943. Sein Nachfolger wurde der noch minderjährige Simeon II. als letzter Zar Bulgariens.
Bereits am 9. September 1944 wurde die Regierung von Konstantin Murawiew durch einen Putsch der Vaterländischen Front, die nach dem Einmarsch der Roten Armee gemeinsam mit den Sowjets agierte, gestürzt. Zwischen dem 9. und dem 12. September 1944 wurden mehrere hundert bis dahin politisch führende Persönlichkeiten von den Kommunisten gefangen genommen, ermordet oder verschwanden für immer. Diese Tage gingen in die bulgarische Geschichte als die Tage des roten Terrors ein. Am 15. September hielt die Rote Armee in Sofia eine Militärparade ab.

### Folgen des Zweiten Weltkrieges und das Ende der Monarchie
Am 8. September 1946 fand eine Volksabstimmung zur Abschaffung der Monarchie und Gründung einer Republik statt. 95,6 Prozent der Abstimmenden votierten dafür. Am 15. September wurde die Volksrepublik Bulgarien gegründet; am 27. Oktober 1946 fand eine Parlamentswahl statt. Georgi Dimitroff wurde Ministerpräsident. Die Zarenfamilie mit dem damals 9-jährigen Zaren Simeon II. musste ins Ausland fliehen. 1947 verabschiedete die Sechste Große Nationalversammlung die erste Verfassung der Volksrepublik Bulgarien.